# Radij
Radij je kemijski element atomskog (rednog) broja 88 i atomske mase 225. U periodnom sustavu elemenata predstavlja ga simbol Ra.
Radioaktivni je alkalni metal, a nalazi se u sastavu ruda uranija u malim količinama.

## Spojevi
Čvrsti spojevi radija su bijeli jer ioni radija ne daju specifično bojanje, ali postupno postaju žuti, a zatim tamne tijekom vremena zbog samoradiolize radijevog alfa raspada. Netopljivi spojevi radija koprecipitiraju sa svim spojevima barija, te većinom spojeva stroncija i olova.

## Povijest
Radij su 1898. godine otkrili Marie Curie i Pierre Curie. Ime je dobio prema latinskoj riječi radiare što znači 'zračiti' ili 'sjajiti'. To je sjajan, srebrn i mekan radioaktivni metal. Vrlo brzo reagira s kisikom iz zraka i vodom. Jako je radiotoksičan. Kancerogen je ako se proguta, udahne ili se izlaže njegovu zračenju.

## Učestalost
Pretpostavlja se da ga ima prosječno 1g/1Km2 tla do dubine od 40 cm.

## Izotopi
Radij ima 25 izotopa, najdugovječniji je 226 Ra t(1/2) = 1599 godina, a najkratkovječniji 230 Ra t(1/2) = 1,5 sata.

## Radioatkivnost
Izrazito je visoke radioaktivnosti. Zbog strukture njegove atomske jezgre soli su jednako radioaktivne kao i sam metal.